# ريكس هارفي
ريكس هارفي (بالإنجليزية: Rex Harvey)‏ هو منافس ألعاب قوى أمريكي، ولد في 1946.